# WASP-2b
WASP-2b는 WASP-2 주위를 도는, 돌고래자리에 있는 외계 행성으로, 지구에서 약 500광년 떨어져 있다. 이 행성은 질량과 반지름으로 미루어 보아 목성형 행성으로 추측되며, 목성과 화학적 조성이 비슷하다. 목성과는 달리 WASP-2b는 어머니 항성에 매우 가까이 있으며 따라서 '뜨거운 목성'으로 분류된다.

## 같이 보기
- SuperWASP
- 뜨거운 목성
- HD 209458 b
- WASP-1b

## 참고 문헌
- Cameron;  외. (2007). “WASP-1b and WASP-2b: two new transiting exoplanets detected with SuperWASP and SOPHIE”. 《Monthly Notices of the Royal Astronomical Society》 375: 951–957.[깨진 링크(과거 내용 찾기)] (웹 인쇄본)

* David Charbonneau, Joshua N. Winn, Mark E. Everett, David W. Latham, Matthew J. Holman, Gilbert A. Esquerdo, Francis T. O'Donovan (2006년 10월 19일). “Precise Radius Estimates for the Exoplanets WASP-1b and WASP-2b” 1판. 2007년 1월 17일에 확인함.